# Ана Перена
Ана Перена (на латински: Anna Perenna) е римска богиня на настъпващата нова година, която се празнува на 15 март до провеждането на календарната реформа на Юлий Цезар. В нейна чест са организирани жертвоприношения и угощения в свещената гора до река Тибър